# Toxicocalamus preussi
Espèce
Synonymes
- Ultrocalamus preussi Sternfeld, 1913
- Ultrocalamus preussi angusticinctus 
Bogert & Matalas, 1945

Toxicocalamus preussi est une espèce de serpents de la famille des Elapidae.

## Répartition
Cette espèce est endémique de Nouvelle-Guinée.

## Liste des sous-espèces
Selon The Reptile Database (16 octobre 2011) :
- Toxicocalamus preussi angusticinctus (Bogert & Matalas, 1945)
- Toxicocalamus preussi preussi (Sternfeld, 1913)

## Étymologie
Cette espèce est nommée en l'honneur de Paul Preuss (1861-1926).

## Publications originales
- Bogert & Matalas, 1945 : Results of the Archbold Expeditions. No. 53. A review of the Elapid genus Ultrocalamus of New Guinea. American Museum Novitates, no 1284, p. 1-8 (texte intégral).
- Sternfeld, 1913 : Beiträge zur Schlangenfauna Neuguineas und der benachbarten Inselgruppen. Sitzungsberichte der Gesellschaft naturforschender Freunde zu Berlin, vol. 1913, p. 384-388 (texte intégral).